# Liste der denkmalgeschützten Objekte in Mittersill
Die Liste der denkmalgeschützten Objekte in Mittersill enthält die 35 denkmalgeschützten, unbeweglichen Objekte der Gemeinde Mittersill.

## Denkmäler
| Foto  |                 | Denkmal                                                                              | Standort                                            | Beschreibung | Metadaten |
| ----- | --------------- | ------------------------------------------------------------------------------------ | --------------------------------------------------- | --- | --- |
| ja    | Datei hochladen | Bauernhaus HERIS-ID: 63491 Objekt-ID: 76159                                          | Felberstraße 78 Standort KG: Felben                 | | BDA-Hist.: Q38103529 Status: § 2a Stand der BDA-Liste: 2025-06-30 Name: Bauernhaus GstNr.: .11 Felberstraße 78, Mittersill                                               |
| ja    | Datei hochladen | Wallfahrtskirche, Kath. Filialkirche Maria am Anger HERIS-ID: 63479 Objekt-ID: 76146 | Kapellenweg Standort KG: Felben                     | Die Angerkapelle ist der Sage nach um 1749 als hölzerne Kapelle entstanden. 1875 ließ sie die im Starrkrampf liegende Anna Meilinger, nachdem sie geheilt wurde, in ihrem heutigen Aussehen neu errichten. | BDA-Hist.: Q38103487 Status: § 2a Stand der BDA-Liste: 2025-06-30 Name: Wallfahrtskirche, Kath. Filialkirche Maria am Anger GstNr.: .78 Angerkapelle                     |
| ja    | Datei hochladen | Kath. Filialkirche hl. Nikolaus HERIS-ID: 57493 Objekt-ID: 67599                     | Museumstraße Standort KG: Felben                    | Die Felberkirche ist laut Lahnsteiners Oberpinzgau das interessanteste Juwel des Pinzgaues. Man findet hier bürgerliche Kunst von 1500 bis 1800. Die jetzige Kirche wurde 1479 erbaut, aber die Herren von Velben dürften hier schon früher eine Kapelle gehabt haben. Über dem Hauptschiff spannt sich ein Netzgewölbe. An den Schnittpunkten der Rippen sieht man die Wappen der Salzburger Adelsgeschlechter von Alm, Thurn, Hunt, Wisbeck, Neukirchen, Lang, Welser, Gold und Rohrwolf. | BDA-Hist.: Q38076818 Status: § 2a Stand der BDA-Liste: 2025-06-30 Name: Kath. Filialkirche hl. Nikolaus GstNr.: .24 Felberkirche                                         |
| ja    | Datei hochladen | Heimatmuseum HERIS-ID: 52784 Objekt-ID: 60424                                        | Museumstraße 2 Standort KG: Felben                  | Das Heimatmuseum umfasst einen ganzen Gebäudekomplex, in welchem auch der Felberturm und die Felberkirche sowie auch der dazugehörige Friedhof integriert ist. | BDA-Hist.: Q38054258 Status: § 2a Stand der BDA-Liste: 2025-06-30 Name: Heimatmuseum GstNr.: 148 Heimatmuseum, Mittersill                                                |
| ja    | Datei hochladen | Burgruine Felben/Velben-Kasten HERIS-ID: 36426 Objekt-ID: 35314                      | Museumstraße 2 Standort KG: Felben                  | Der Felberturm (oder Felberkasten) ist das älteste erhaltene Bauwerk des Oberpinzgaues und wurde etwa um 1150 von den Herren von Velben, die ihn bis zu ihrem Aussterben innehatten, errichtet. Als Kaiser Otto III. den Rittern und Edlen in Deutschland erlaubte, Burgen zu errichten, fingen sie an zu bauen. Der Grundriss der Ruine ist etwa quadratisch mit 16 Metern im Geviert. Das Mauerwerk besteht aus Bachsteinen, Schiefer und Gneis; an den Ecken sind massive Quader verwendet worden. Der alte Eingang in den Turm war nicht zu ebener Erde, sondern nur über eine einziehbare Leiter zu erreichen. Die Geschoße wurden durch Balkendecken getrennt. | BDA-Hist.: Q15809429 Status: Bescheid Stand der BDA-Liste: 2025-06-30 Name: Burgruine Felben/Velben-Kasten GstNr.: .25 Felberkasten                                      |
| ja    | Datei hochladen | Ölbergkapelle samt 3 Figuren HERIS-ID: 44304 Objekt-ID: 45081                        | bei Klausgasse 62 Standort KG: Felberthal           | | BDA-Hist.: Q38007948 Status: Bescheid Stand der BDA-Liste: 2025-06-30 Name: Ölbergkapelle samt 3 Figuren GstNr.: 7/9 Ölbergkapelle (Mittersill, Klausen)                 |
| ja    | Datei hochladen | Bauernhaus, Vordergugg-Gut HERIS-ID: 36489 Objekt-ID: 35450                          | Mongweg 25 Standort KG: Felberthal                  | | BDA-Hist.: Q37970141 Status: Bescheid Stand der BDA-Liste: 2025-06-30 Name: Bauernhaus, Vordergugg-Gut GstNr.: 25/2 Vordergugghof (Mittersill)                           |
| BW    | Datei hochladen | Tauernhaus Schößwend HERIS-ID: 262517seit 2025                                       | Oberfelben 14 Standort KG: Felberthal               | Anmerkung: | BDA-Hist.: Q135167880 Status: Bescheid Stand der BDA-Liste: 2025-06-30 Name: Tauernhaus GstNr.: .15                                                                      |
| BW    | Datei hochladen | Kapelle beim Tauernhaus Schößwend HERIS-ID: 63497seit 2025                           | Oberfelben 14 Standort KG: Felberthal               | | BDA-Hist.: Q135167823 Status: Bescheid Stand der BDA-Liste: 2025-06-30 Name: Kapelle beim Tauernhaus Schößwend GstNr.: 270/5                                             |
| BW    | Datei hochladen | Große Stallscheune (Stall-Futter-Haus) HERIS-ID: 262518seit 2025                     | bei Oberfelben 14 Standort KG: Felberthal           | | BDA-Hist.: Q135167779 Status: Bescheid Stand der BDA-Liste: 2025-06-30 Name: Große Stallscheune (Stall-Futter-Haus) GstNr.: .15                                          |
| BW    | Datei hochladen | Kleine Stallscheune und Freifläche HERIS-ID: 262519seit 2025                         | bei Oberfelben 14 Standort KG: Felberthal           | | BDA-Hist.: Q135167835 Status: Bescheid Stand der BDA-Liste: 2025-06-30 Name: Kleine Stallscheune und Freifläche GstNr.: .15, 264                                         |
| BW    | Datei hochladen | Futterstall HERIS-ID: 262520seit 2025                                                | nördlich Oberfelben 14 Standort KG: Felberthal      | | BDA-Hist.: Q135167510 Status: Bescheid Stand der BDA-Liste: 2025-06-30 Name: Futterstall GstNr.: 250                                                                     |
| BW    | Datei hochladen | Felberthal - Anlage Tauernhaus Spital und Kapelle HERIS-ID: 1992seit 2025            | Oberfelben 15 Standort KG: Felberthal               | Anmerkung: | BDA-Hist.: Q135167757 Status: Bescheid Stand der BDA-Liste: 2025-06-30 Name: Felberthal - Anlage Tauernhaus Spital und Kapelle GstNr.: .17, 298                          |
| ja BW | Datei hochladen | Tauernhaus Spital HERIS-ID: 63499seit 2025                                           | Oberfelben 15 Standort KG: Felberthal               | → Hauptartikel : Tauernhaus Spital f1 | BDA-Hist.: Q15131891 Status: Bescheid Stand der BDA-Liste: 2025-06-30 Name: Tauernhaus Spital GstNr.: .17                                                                |
| BW    | Datei hochladen | Marienkapelle beim Spitaler Tauernhaus HERIS-ID: 63502seit 2025                      | bei Oberfelben 15 Standort KG: Felberthal           | | BDA-Hist.: Q135167847 Status: Bescheid Stand der BDA-Liste: 2025-06-30 Name: Marienkapelle beim Spitaler Tauernhaus GstNr.: 298                                          |
| ja    | Datei hochladen | Friedhof und Ölbergkapelle HERIS-ID: 57492 Objekt-ID: 67597                          | Kirchgasse Standort KG: Mittersill Markt            | | BDA-Hist.: Q38076808 Status: § 2a Stand der BDA-Liste: 2025-06-30 Name: Friedhof und Ölbergkapelle GstNr.: 202 Friedhof Mittersill                                       |
| ja    | Datei hochladen | Grab des Anton von Webern HERIS-ID: 63446 Objekt-ID: 76110                           | Kirchgasse Standort KG: Mittersill Markt            | Anton Webern wurde am 15. September 1945 in Mittersill von einem US-amerikanischen Soldaten erschossen und am örtlichen Friedhof begraben. | BDA-Hist.: Q38103344 Status: § 2a Stand der BDA-Liste: 2025-06-30 Name: Grab des Anton von Webern GstNr.: 202 Grave of Anton von Webern                                  |
| ja    | Datei hochladen | Bezirksgericht HERIS-ID: 63449 Objekt-ID: 76113                                      | Kirchgasse 10 Standort KG: Mittersill Markt         | | BDA-Hist.: Q38103363 Status: Bescheid Stand der BDA-Liste: 2025-06-30 Name: Bezirksgericht GstNr.: .75/2 Bezirksgericht Mittersill                                       |
| ja    | Datei hochladen | Pfarrhof HERIS-ID: 63444 Objekt-ID: 76108                                            | Kirchgasse 16 Standort KG: Mittersill Markt         | Der Pfarrhof wurde – ebenso wie die Pfarrkirche – 1746 an dieser Stelle neu errichtet. | BDA-Hist.: Q38103334 Status: § 2a Stand der BDA-Liste: 2025-06-30 Name: Pfarrhof GstNr.: .42 Pfarrhof, Mittersill                                                        |
| ja    | Datei hochladen | Kath. Pfarrkirche hl. Leonhard HERIS-ID: 52872 Objekt-ID: 60584                      | bei Kirchgasse 16 Standort KG: Mittersill Markt     | Die frühere Pfarrkirche Mittersills stand dort, wo jetzt die evangelische Annakirche steht. Da sie mehrmals bei Überschwemmungen in Mitleidenschaft gezogen wurde und letztendlich 1746 durch einen Brand stark beschädigt wurde beschloss man, die Kirche an einem neuen, geschützteren Platz zu errichten. Ein bemerkenswertes Detail: lt. Planung sollte die Kirche 8300 Gulden kosten, tatsächlich waren aber etwa 20000 Gulden aufzubringen. Die Einrichtung der früheren Kirche ist fast vollständig verloren gegangen, nur eine Steingussstatue des hl. Leonhard von 1420 ist erhalten geblieben. | BDA-Hist.: Q38054704 Status: § 2a Stand der BDA-Liste: 2025-06-30 Name: Kath. Pfarrkirche hl. Leonhard GstNr.: .41 Saint Leonard Church (Mittersill)                     |
| ja    | Datei hochladen | Annakirche und Friedhof HERIS-ID: 52871 Objekt-ID: 60583                             | bei Hintergasse 6 Standort KG: Mittersill Markt     | Die Annakirche wurde 1751–1754 durch die Schwazer Baumeister Jakob und Kassian Singer errichtet. Die Fertigstellung – im Rokoko Tiroler Ausprägung – erfolgte 1955. Seit 1961 wird sie von der evangelischen Kirchengemeinde genutzt (verpachtet, Predigtstation der Auferstehungskirche Zell am See). | BDA-Hist.: Q38054687 Status: § 2a Stand der BDA-Liste: 2025-06-30 Name: Annakirche und Friedhof GstNr.: .57, 182/1 Annakirche (Mittersill)                               |
| ja    | Datei hochladen | Gasthaus, Meilinger Taverne HERIS-ID: 36488 Objekt-ID: 35449                         | Stadtplatz 10 Standort KG: Mittersill Markt         | Das Meilingerhaus war in früheren Zeiten das große Handelshaus in Mittersill. Beim Meilinger war das größte Salzdepot für den Handel über den Tauern. Auch Weinhandel betrieb der Meilinger. Da man im Markt keinen Keller haben konnte, weil er so oft voll Wasser war, hatte er im Meilingerfeld unterhalb des Klausenbäcks einen eigenen Keller graben lassen. Meilinger war früher das meistbesuchte Gasthaus des Marktes, hier kehrten die Bauern ein und da gab es Handelsgeschäfte jeglicher Art. Als Salz- und Weinhandel zu Ende gingen, hatte sich Meilinger auf den Viehhandel verlegt. Beim großen Tauernunglück 1878 war er einer der Hauptbetroffenen. Heute steht das Haus im Privatbesitz eines Gastronomen, der darin ein bekanntes Haubenlokal führt. | BDA-Hist.: Q37970131 Status: Bescheid Stand der BDA-Liste: 2025-06-30 Name: Gasthaus, Meilinger Taverne GstNr.: .48/1 Meilinger Taverne                                  |
| ja    | Datei hochladen | Kruzifix HERIS-ID: 63452 Objekt-ID: 76116                                            | bei Salzachbrücke Standort KG: Mittersill Markt     | | BDA-Hist.: Q38103371 Status: § 2a Stand der BDA-Liste: 2025-06-30 Name: Kruzifix GstNr.: 373 Salzachkreuz (Mittersill)                                                   |
| ja    | Datei hochladen | Figurenbildstock hl. Johannes Nepomuk HERIS-ID: 63447 Objekt-ID: 76111               | bei Salzachbrücke Standort KG: Mittersill Markt     | | BDA-Hist.: Q38103355 Status: § 2a Stand der BDA-Liste: 2025-06-30 Name: Figurenbildstock hl. Johannes Nepomuk GstNr.: 433/2 Nepomukstatue, Mittersill                    |
| ja    | Datei hochladen | Bauernhof, Harlandgut HERIS-ID: 5741 Objekt-ID: 1614                                 | Loferstein 2 Standort KG: Mittersill Schloß         | Das Harlandgut am Sonnberg ist ein stattliches Haus, was man auf dieser Höhe nicht vermuten möchte. Der First trägt die Jahreszahl 1784. Das Gebäude hat zwei gemauerte Stockwerke, darüber ein hölzernes Geschoß und drei geschnitzte Gänge. Im ersten Stock ist eine gewölbte Kammer. Sie ist von oben bis unten in Frühbarock bunt mit Ornamentranken bemalt. Auf der Nordseite befindet sich ein sehr verblasstes Freskobild der Madonna. Die schöne, eiserne Tür wurde in ein Museum nach Salzburg verbracht, ebenso die unterschiedlichsten Waffen, die in dieser Kammer aufbewahrt waren. | BDA-Hist.: Q37849304 Status: Bescheid Stand der BDA-Liste: 2025-06-30 Name: Bauernhof, Harlandgut GstNr.: .68 Harlandgut, Mittersill                                     |
| ja    | Datei hochladen | Harlandkapelle HERIS-ID: 60088 Objekt-ID: 71952                                      | südlich Loferstein 2 Standort KG: Mittersill Schloß | | BDA-Hist.: Q38090097 Status: Bescheid Stand der BDA-Liste: 2025-06-30 Name: Harlandkapelle GstNr.: 797 Harlandkapelle, Mittersill                                        |
| ja    | Datei hochladen | Schettkapelle (Schreierlehenkapelle) am Schettbühel HERIS-ID: 63455 Objekt-ID: 76119 | neben Schettbühel 8 Standort KG: Mittersill Schloß  | | BDA-Hist.: Q38103381 Status: Bescheid Stand der BDA-Liste: 2025-06-30 Name: Schettkapelle (Schreierlehenkapelle) am Schettbühel GstNr.: 572/10 Schettkapelle, Mittersill |
| ja    | Datei hochladen | Schloss Mittersill HERIS-ID: 36487 Objekt-ID: 35448                                  | Thalbach 1 Standort KG: Mittersill Schloß           | Die mächtige Feste stammt in ihrer heutigen Form aus den 1520ern/30ern, geht aber auf eine Burg aus dem 12. Jahrhundert zurück. Die Gebäude sind in Hufeisenform angeordnet und durch einen Wehrgraben geschlossen, an der Westseite wird die Anlage durch mächtige Rundtürme flankiert. Heute fungiert der Bau als Schlosshotel. | BDA-Hist.: Q2242447 Status: Bescheid Stand der BDA-Liste: 2025-06-30 Name: Schloss Mittersill GstNr.: .39 Schloss Mittersill                                             |
| ja    | Datei hochladen | Landrichterhaus Grundner-Bauer HERIS-ID: 47090 Objekt-ID: 49629                      | Thalbach 5 Standort KG: Mittersill Schloß           | Das Landrichterhaus steht am Sonnberg unweit des Schlosses. 1620 brannte es bis auf die Grundmauern nieder, es konnten aber alle Urbarschriften gerettet werden. Der Schreiber hatte lediglich den Verlust seiner Fahrnisse, der Behausung und des Stalles zu beklagen. Das Gebäude wurde im selben Jahr wieder aufgebaut. | BDA-Hist.: Q38025553 Status: Bescheid Stand der BDA-Liste: 2025-06-30 Name: Landrichterhaus Grundner-Bauer GstNr.: .50 Landrichterhaus Mittersill                        |
| ja    | Datei hochladen | Gasthaus Neidhäusl HERIS-ID: 36492 Objekt-ID: 35453                                  | Thalbach 9 Standort KG: Mittersill Schloß           | Das Neidhäusl gehört zum Schloss Mittersill. Wegen der vielen Agenden des Pflegamtes und des Gerichtes mussten die Parteien im Schloss oder im Landrichterhaus oft sehr lange warten, bis sie aufgerufen wurden. Sie konnten während der Wartezeiten nicht in den Markt hinuntergehen, um sich zu stärken oder etwas zu trinken, weil es zu weit ist und weil sie dadurch ihren Aufruf wohl wieder versäumt hätten. 1599 suchten die Untertanen (Bauern) an, dass ihnen auf dem Schloss Brot und Wein verabreicht werden dürfte. Der Erzbischof gestattete es. Das rief aber die Bürger auf den Plan, denen diese Bevorzugung der Bauern nicht passte. Die Bewilligung wurde wieder zurückgenommen. Die Bauern ließen aber nicht locker und suchten immer wieder neu an. Endlich wurde im Jahr 1793 zwischen Schloss und Landrichterhaus ein Gasthaus für die wartenden Parteien erbaut. Nicht zu Unrecht wird es seither als das Neidhäusl benannt. | BDA-Hist.: Q37970170 Status: Bescheid Stand der BDA-Liste: 2025-06-30 Name: Gasthaus Neidhäusl GstNr.: .38 Gasthaus Neidhäusl, Mittersill                                |
| ja    | Datei hochladen | Bildstock HERIS-ID: 63456 Objekt-ID: 76120                                           | Standort KG: Mittersill Schloß                      | | BDA-Hist.: Q38103403 Status: § 2a Stand der BDA-Liste: 2025-06-30 Name: Bildstock GstNr.: 893/4 Bildstock an der Pass Thurn Straße, Mittersill                           |
| ja    | Datei hochladen | Zimmeredtkapelle HERIS-ID: 16638 Objekt-ID: 12904                                    | bei Jochbergthurn 4 Standort KG: Paßthurn           | | BDA-Hist.: Q37822888 Status: Bescheid Stand der BDA-Liste: 2025-06-30 Name: Zimmeredtkapelle GstNr.: 1000 Zimmeredtkapelle, Jochbergthurn                                |
| ja    | Datei hochladen | Kruzifix HERIS-ID: 63457 Objekt-ID: 76121                                            | Standort KG: Paßthurn                               | | BDA-Hist.: Q38103412 Status: § 2a Stand der BDA-Liste: 2025-06-30 Name: Kruzifix GstNr.: 464                                                                             |
| ja    | Datei hochladen | Schloss Einödberg HERIS-ID: 36490 Objekt-ID: 35451                                   | Einödbergweg 21 Standort KG: Spielbichl             | Die schlossartige Anlage mit zwei Türmchen und hohen Walmdächern stammt in der heutigen Form aus dem 16. Jahrhundert. | BDA-Hist.: Q15844445 Status: Bescheid Stand der BDA-Liste: 2025-06-30 Name: Schloss Einödberg GstNr.: .34 Schloss Einödberg                                              |
| ja    | Datei hochladen | Schachernhof-Kapelle HERIS-ID: 36491 Objekt-ID: 35452                                | bei Spielbichl 1 Standort KG: Spielbichl            | Die Kapelle in Schachen wurde laut der Inschrift um 1766 errichtet. | BDA-Hist.: Q37970158 Status: Bescheid Stand der BDA-Liste: 2025-06-30 Name: Schachernhof-Kapelle GstNr.: 523 Schachernkapelle, Mittersill                                |